# Bugatti Bolide
Der Bugatti Bolide ist ein von der Bugatti Engineering GmbH und Bugatti Automobiles in Wolfsburg entwickelter Supersportwagen mit dem stark modifizierten 8,0-Liter-Motor des Bugatti Chiron. Aus einem technischen Vorführer entwickelte sich innerhalb von drei Jahren ein Serien-Sportwagen in einer Kleinserie von 40 Einheiten.  
Im August 2021 gab Bugatti bekannt, dass der „technische Demonstrator“ Bolide in den darauf folgenden drei Jahren zur Serienreife entwickelt werden soll und anschließend 40 Exemplare gebaut werden sollen. Im April 2023 gab Bugatti bekannt, dass daraus ein Serienauto mit 1.600 PS und maximal 1.600 Newtonmetern abgeleitet werden soll.
Die ersten Prototypen des Serienfahrzeugs waren seit 2023 auf Rennstrecken unterwegs. Ab Ende 2024 wurden die ersten Fahrzeuge an Kunden für jeweils rund vier Mio. Euro netto ausgeliefert.
Zum 100-jährigen Jubiläum des Bugatti Type 35 präsentierte der Hersteller im August 2024 auf dem Laguna Seca Raceway während der Monterey Car Week das Einzelstück 100 Year Anniversary Edition. Es ist in der Farbe „Grand Prix Blue“ lackiert, das eine Neuinterpretation des „Bleu de Lyon“ der ersten Type 35 sein soll.

## Technik
Der Motor des „technischen Demonstrators“ des Bugatti Bolide hat acht Liter Hubraum, leistet mit 110-oktanigem Rennbenzin 1360 kW (1850 PS) und gibt maximal ein Drehmoment von 1850 Newtonmeter ab. Als der Bolide 2024 als Kleinserienfahrzeug zu den Kunden kam, wurde der Motor auf den Betrieb mit 98-oktanigem Super Plus ausgelegt, was die Leistung schrumpfen ließ: 1176 kW (1600 PS) und maximal 1600 Newtonmetern Drehmoment, ab 2250/min verfügbar. Der Motor ist ein Doppel-V-Motor (mit vier Zylinderbänken, wovon jeweils zwei aufgrund des engen Bankwinkels von 15° ein Zylinderkopf gemeinsam ist). Der Antrieb und der Ölkreislauf (Trockensumpfschmierung) ist auf Rundstreckeneinsatz ausgelegt. Dazu wurden unter anderem die Schaufeln in den Turboladern und die Ansaug- und Abgasanlage des Motors verändert, um mehr Leistung und ein besseres Ansprechverhalten zu erzeugen. Durch Wechsel von der Wasser-Luft-Ladeluftkühlung zu einer Luft-Ladeluftkühlung mit einer Wasservorkühlung wurde das Gewicht des Antriebs im Vergleich zum Chiron verringert. Der Bolide hat insgesamt drei luftdurchströmte Ölkühler für Motor, Getriebe und Differential, jeweils mit Wasservorkühlung.
Der „Demonstrator“, der für Bugatti als Wissens- und Technologieträger diente, wiegt 1240 kg (Trockengewicht). Die Leermasse des fahrfertigen Boliden gibt Bugatti mit 1450 Kilogramm an, was zu einem Leistungsgewicht von 0,91 kg/PS führt. Alle Schraub- und Verbindungselemente bestehen aus Titan und an vielen Stellen werden hohle, dünnwandige Funktionsbauteile aus einer Luft- und Raumfahrt-Titanlegierung eingebaut, die im 3D-Druck hergestellt sind. Die Zugfestigkeit des verwendeten Titan-Werkstoffs liegt bei 1250 N/mm². Darüber hinaus gibt es hybride Bauteile aus Titan und kohlenstofffaserverstärktem Kunststoff, wie beispielsweise die 50 cm lange Antriebsnebenwelle mit einem Rohr aus hochfesten und hochsteifen Kohlenstofffasern und 3D-gedruckten Titan-Endfittings. Sie hält einer Dauerbetriebstemperatur von bis zu 260 °C stand. Durch die hybride Bauweise wiegt die Welle bloß 1,5 kg, wodurch die rotierende Masse reduziert und damit die „Drehfreudigkeit“ des Motors erhöht wird. Der „Demonstrator“ des Bugatti Bolide hat eine Rennsportbremsanlage. Sie besteht vorne aus zwei Achtkolben-Monoblock-Bremssätteln, die beide mit jeweils vier Rennbremsbelägen ausgestattet sind, und Carbon-Bremsscheiben in der Größe von 390 × 37,5 mm. Die Bremssättel sind aus einer Aluminiumlegierung gefräst und nickelbeschichtet. An der Hinterachse kommen zwei Sechskolben-Monoblock-Bremssättel mit je vier Rennbremsbelägen und 390 × 34 mm große Carbon-Bremsscheiben zum Einsatz. Gekühlt wird sie mithilfe von Radialventilatoren aus einem Titan-Carbon-Verbund. Wie bei Rennwagen üblich, haben die Räder Zentralverschlüsse. Während der Versuchsträger noch über geschmiedete 18"-Magnesium-Felgen von OZ Racing verfügte, kommen beim Serienfahrzeug 18"-Magnesium-Felgen von BBS zum Einsatz, die mit Michelin-Slicks der Größe 30/68/18 (Vorderachse) und 34/71/18 (Hinterachse) bestückt sind. Um Boxenstopps kurz zu halten, hat der Wagen eine Druckluft-Hebeanlage sowie eine Kraftstoff-Schnellbetankungsanlage.
Die auf den vorderen und hinteren Flügel wirkenden Kräfte werden von leichten und sehr festen Titan-3D-Druck-Bauteilen übertragen. Bei 320 km/h erreicht der Bolide auf der Vorderachse einen Abtrieb von 8 kN und auf der Hinterachse einen von 18 kN. Bei der Höchstgeschwindigkeit von 380 km/h produziert der Bugatti Bolide einen Gesamtabtrieb von gegen 30 kN.
Alle Räder sind an doppelten Querlenkern aufgehängt. Die Feder-Dämpfer-Einheiten an der Vorderachse – mit integrierten Ölreservoirs – sind liegend angeordnet und werden über Schubstangen betätigt. Die Querlenker sind aus Stahl und ebenfalls als strömungsgünstige Flügelprofile ausgeführt. Die Feder-Dämpfer-Einheiten der Hinterachse sind direkt mit den Radträgern verbunden und stehend eingebaut.
Der Bugatti Bolide hat ein Monocoque aus kohlenstofffaserverstärktem Kunststoff, an das der Vorderwagen sowie der aerodynamisch günstig ausgeformte Fahrzeugunterboden angeflanscht sind. Hinten nimmt ein als Stahlschweißbaugruppe ausgeführter Heckrahmen Motor und Getriebe auf. Die in Zusammenarbeit mit Dallara entwickelte Carbonstruktur erfüllt die gleichen Anforderungen der FIA wie die LMH- und LMDh-Fahrzeuge. In die seitlichen Böden des Monocoques sind CFK-Kühlwasser-Leitungen eingearbeitet und sie dienen gleichzeitig als Seitencrashstrukturen sowie als Strukturversteifung des Monocoques. Auf einem Motorsport-Kombiinstrument sind alle motorsportrelevanten Daten abzulesen. Die Pedale wie auch die Beifahrerfußstütze lassen sich um jeweils 150 mm verschieben.

## Technische Daten
| Bugatti Bolide              | Bugatti Bolide                  |
| --------------------------- | ------------------------------- |
| Motorart                    | Ottomotor                       |
| Motorbauart                 | Doppel-V-Motor mit 16 Zylindern |
| Hubraum                     | 7993 cm³                        |
| max. Leistung               | 1176 kW (1600 PS) bei 7050/min  |
| max. Drehmoment             | 1600 Nm von 3800 bis 7050/min   |
| Getriebe                    | 7-Gang-Doppelkupplungsgetriebe  |
| Antrieb                     | Allrad                          |
| Fahrleistungen              |                                 |
| Beschleunigung auf 100 km/h | 2,2 s                           |
| Beschleunigung auf 200 km/h | 5,4 s                           |
| Beschleunigung auf 300 km/h | 11,5 s                          |
| 300–0 km/h                  | 6,0 s (228 m)                   |
| 200–0 km/h                  | 4,2 s (105 m)                   |
| 100–0 km/h                  | 2,5 s (30 m)                    |
| Höchstgeschwindigkeit       | 380 km/h                        |
| Maximale Querbeschleunigung | 2,5 g (mit Slicks)              |

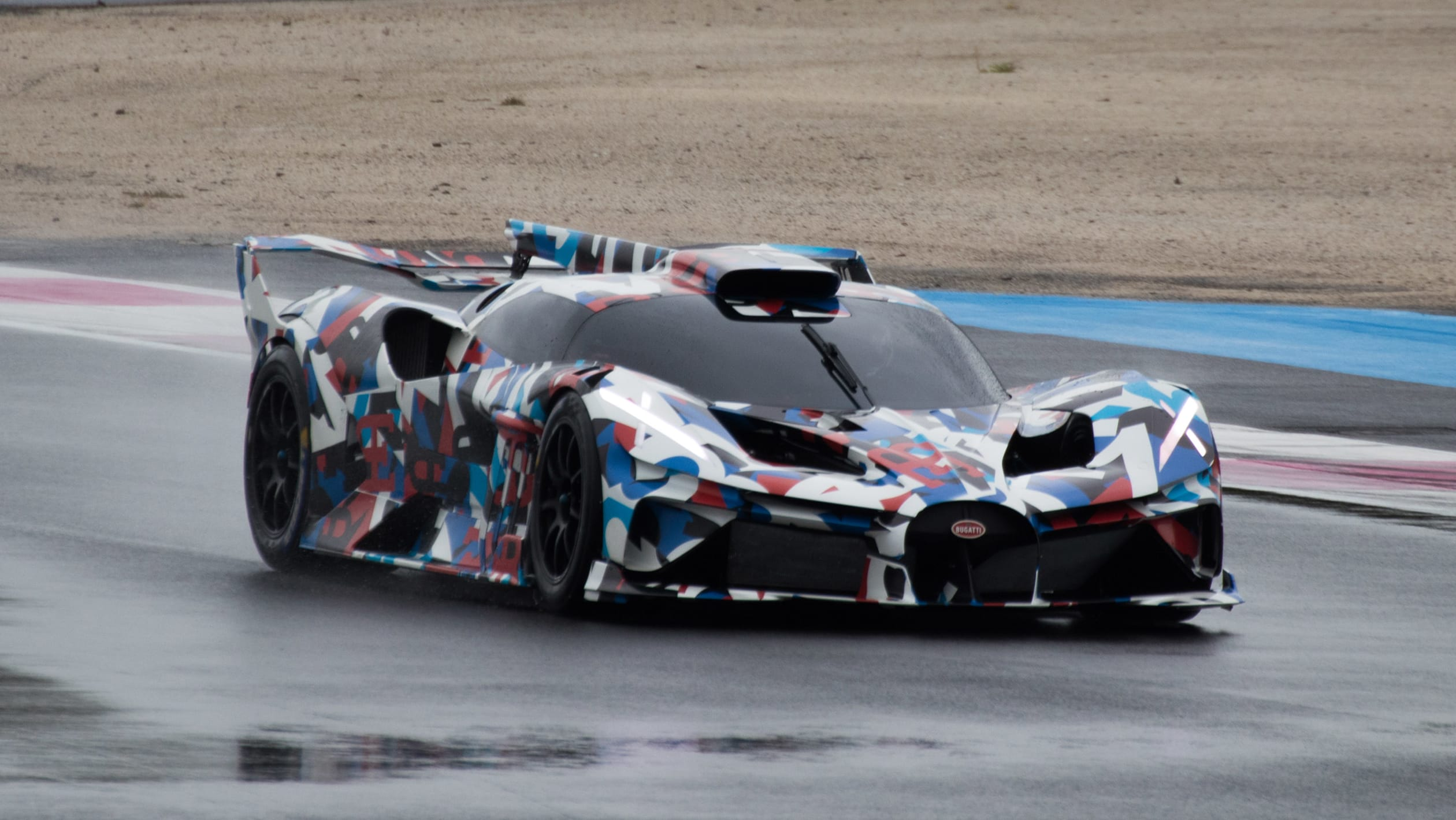
Testträger (in Tarnfarben auf einer Rennstrecke)
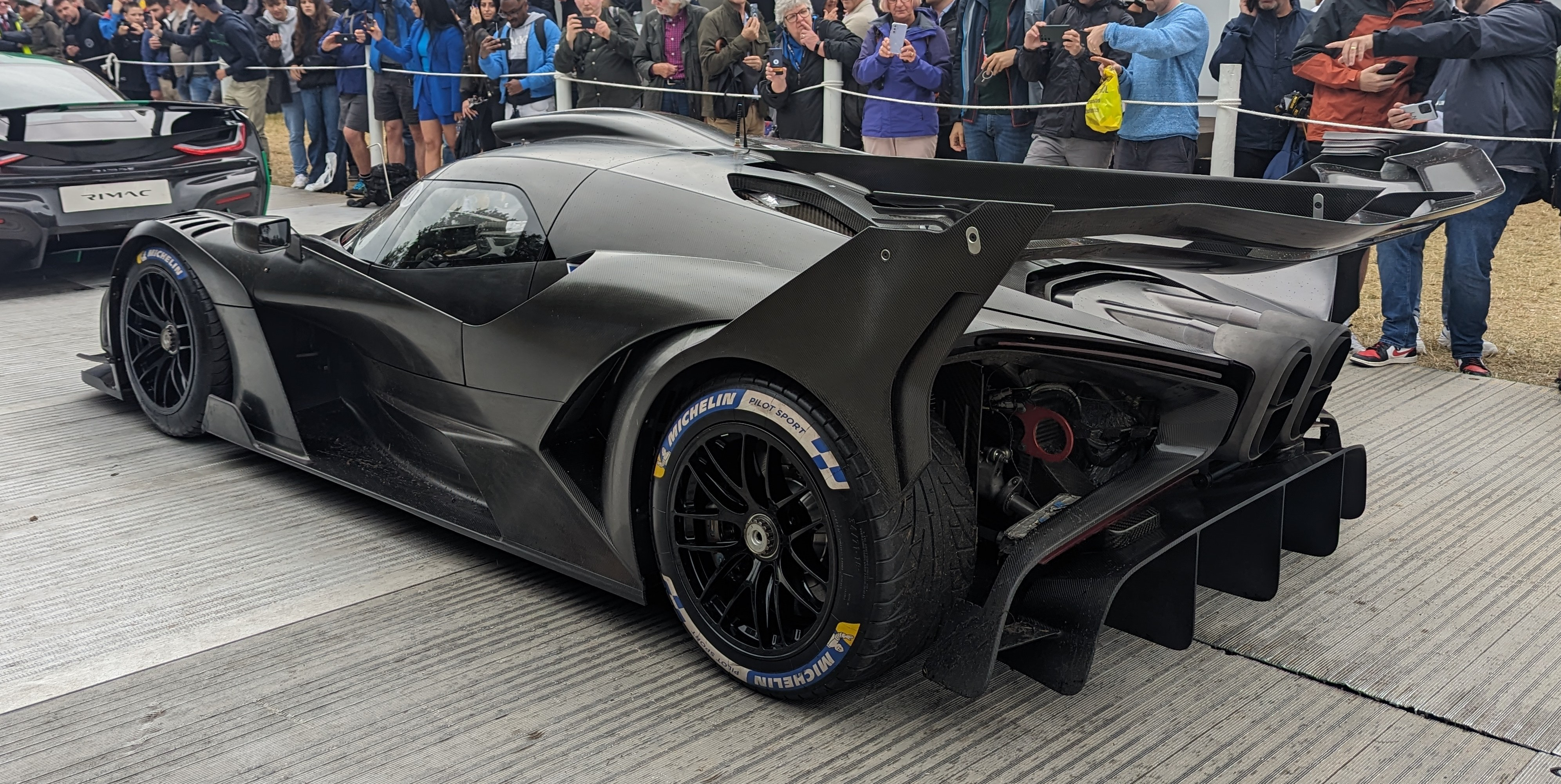
Serienmodell (Heckansicht)
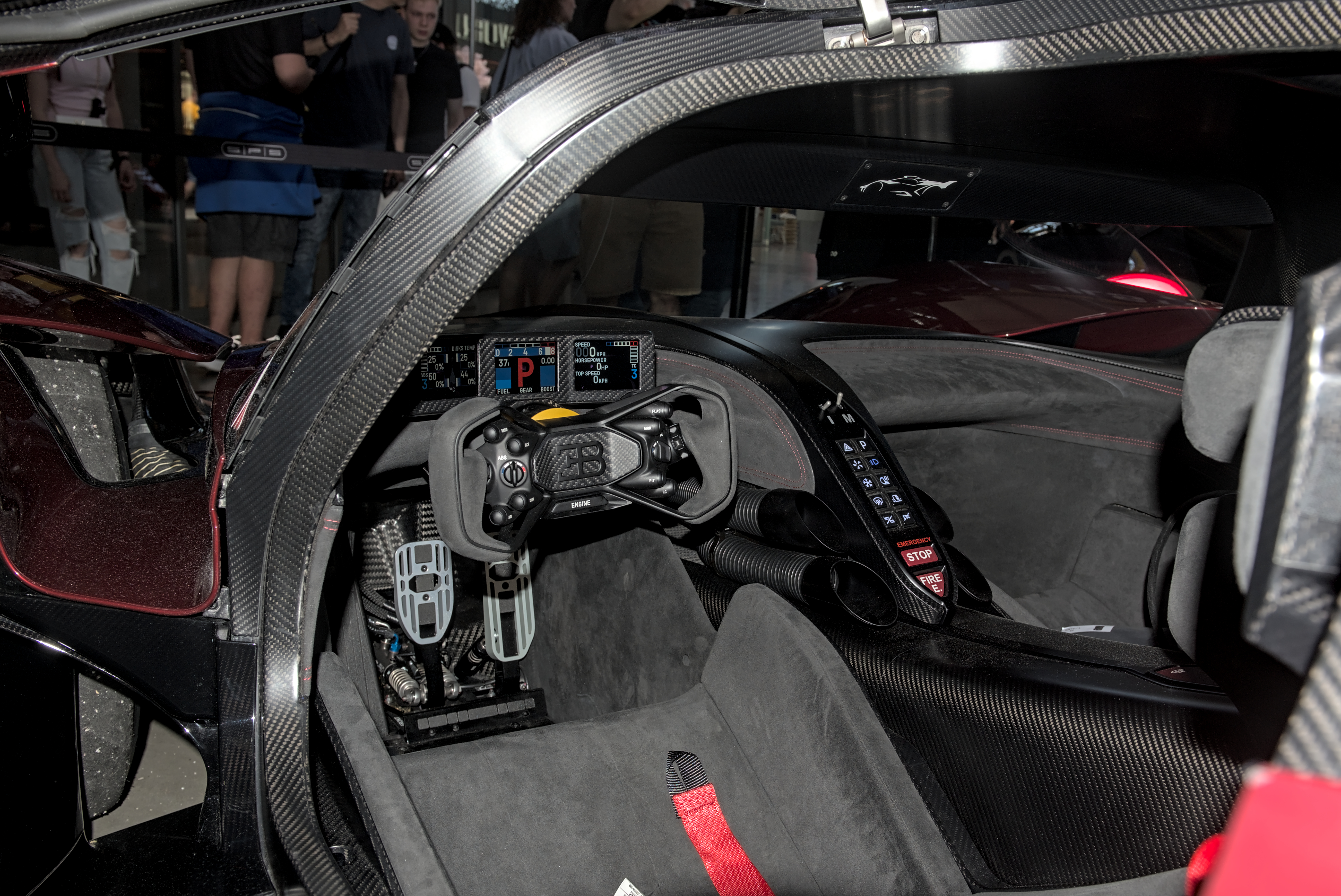
Serienmodell (Innenansicht)
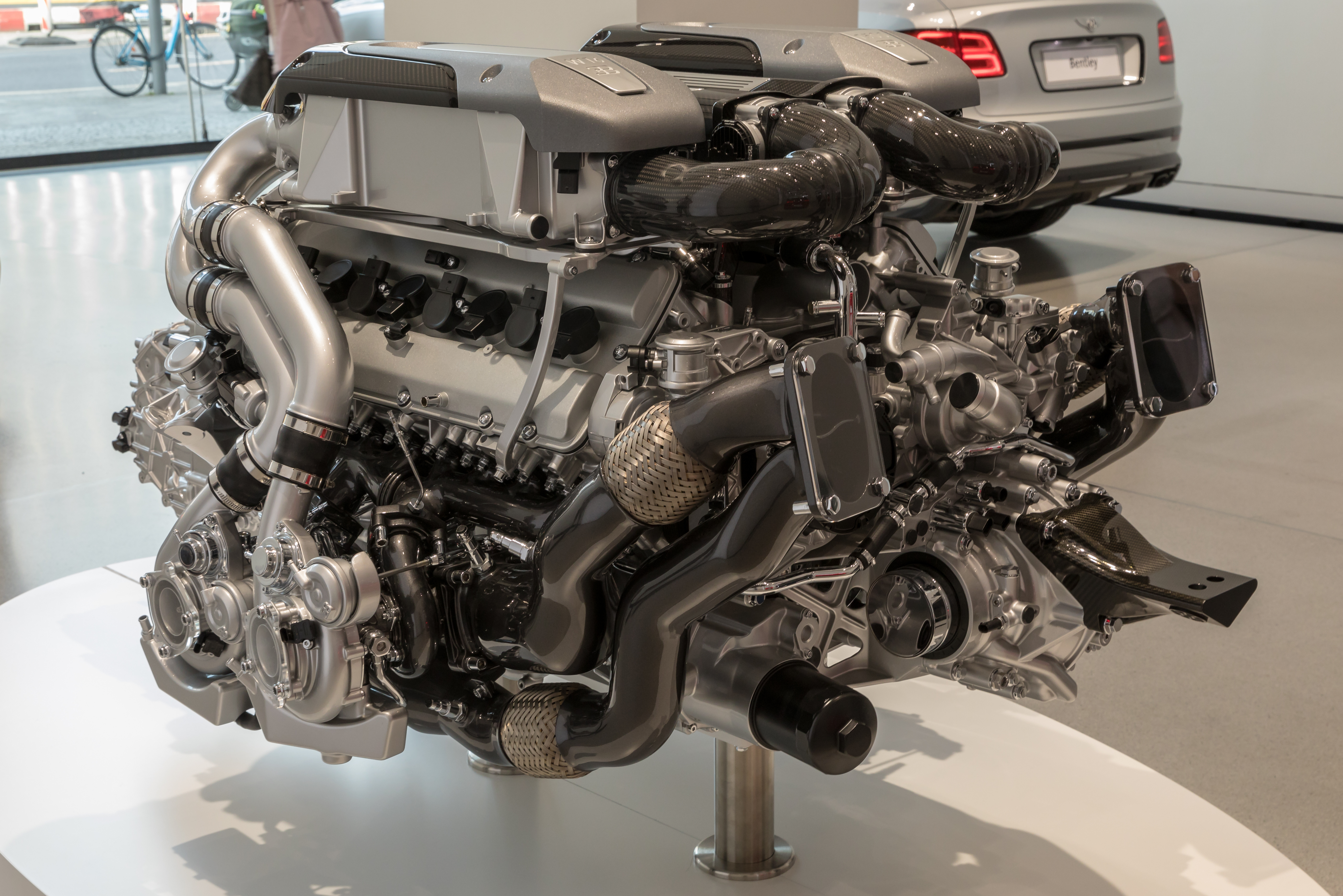
Motor des Chiron

## Konkurrenzumfeld
- Red Bull Racing RB17
- Aston Martin Valkyrie AMR Pro
- Ferrari FXX K und Ferrari FXX K Evo
- McLaren Solus GT
- Lamborghini Essenza SCV12
- McLaren Senna GTR